# Messor denticulatus
Messor denticulatus är en myrart som beskrevs av Santschi 1927. Messor denticulatus ingår i släktet Messor och familjen myror. Inga underarter finns listade i Catalogue of Life.